# (100203) 1994 GF3
(100203) 1994 GF3 es un asteroide perteneciente al cinturón de asteroides, descubierto el 6 de abril de 1994 por el equipo del Spacewatch desde el Observatorio Nacional de Kitt Peak, Arizona, Estados Unidos.